# Chaubunagungamaug
Chaubunagungamaug /ime dolazi po jezeru, skraćeni je oblik od Chargoggagoggmanchauggagoggchaubunagungamaugg,/ jedna od današnjih dviju bandi Nipmuc Indijanaca, naseljenih na i oko rezervata Chaubunagungamaug u okrugu Worcester u Massachusettsu. Rezervat za njih utemeljen je još 1680. U prošlosti se njihovo selo nazivalo i Chachaubunkkakowok, za koje Swanton kaže da je lokacija nepoznata. Danas se nalazi na području grada Webster, a članovi plemena pripadaju porodicama koje nose prezime Morse. 
Druga grupa Nipmuca poznata je kao Grafton Indijanci ili Hassanamisco a živi na rezervatu Hassanamesit.

## Vanjske poveznice
- Who were the Nipmuc Indians?[neaktivna poveznica]